# قائمة رياضيين إل جي بي تي
هذه هي قائمة رياضيين بارزين والمثليات والمثليين وثنائيي الجنس والمتحولين جنسياً.

## قائمة الشخصيات

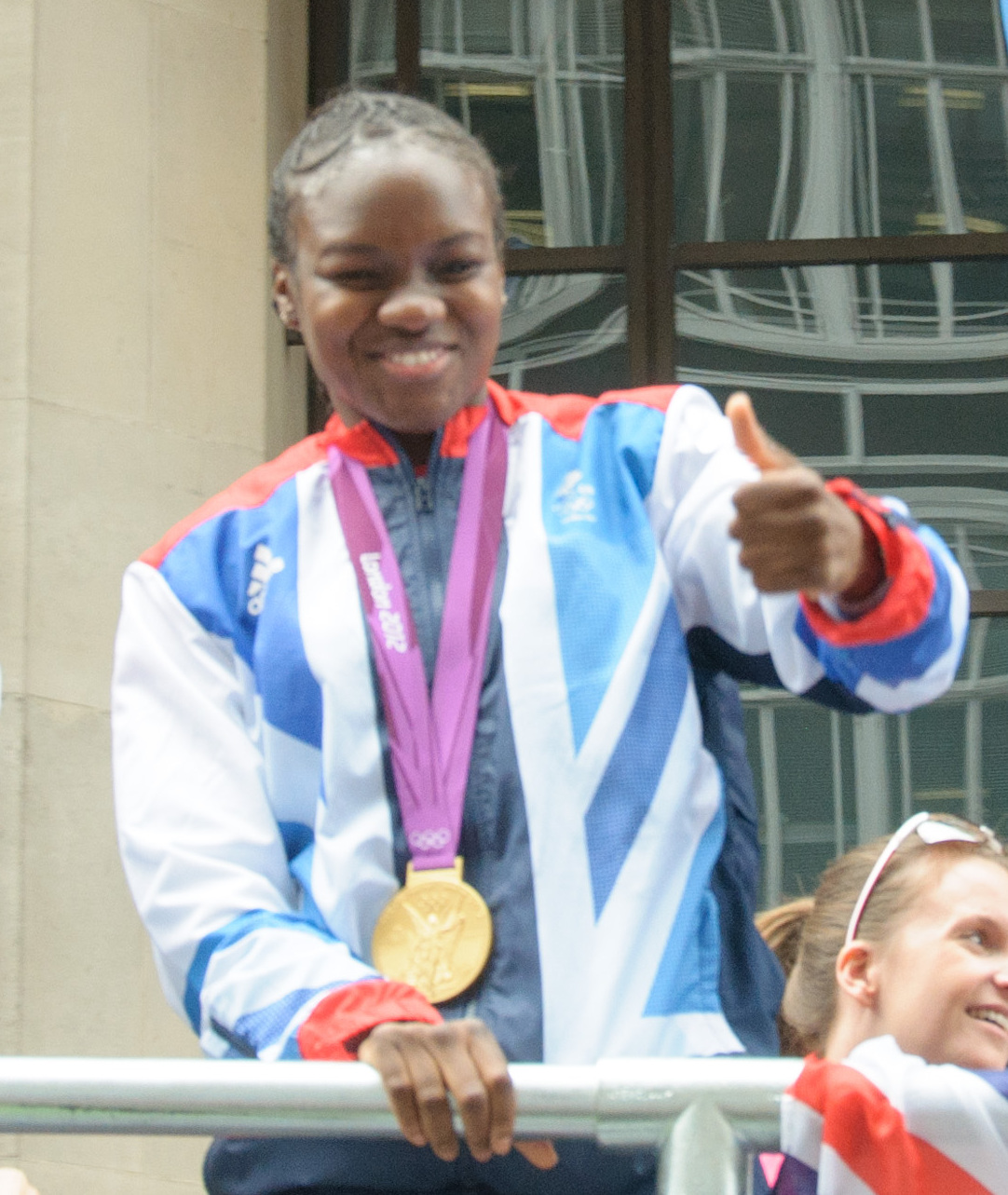
الملاكمة البريطانية نقولا آدامز

| الاسم          | مواليد | الجنسية  | الرياضة    | التوجه الجنسي و / أو الهوية الجنسية |
| -------------- | ------ | -------- | ---------- | ----------------------------------- |
| هيلينا أبيرغ   | 1971   | سويدية   | سباحة      | ليزبيان                             |
| نقولا آدامز    | 1982   | إنجليزية | ملاكمة     | ازدواجية التوجه الجنسي              |
| غراهام أكيرمان | 1983   | أمريكي   | جمباز      | غاي                                 |
| مارلين أغليوتي | 1979   | هولندية  | هوكي الحقل | ليزبيان                             |